# Silent Hill: Shattered Memories
 (février 2012).
Si vous disposez d'ouvrages ou d'articles de référence ou si vous connaissez des sites web de qualité traitant du thème abordé ici, merci de compléter l'article en donnant les références utiles à sa vérifiabilité et en les liant à la section « Notes et références ».
Silent Hill: Shattered Memories est un jeu vidéo d'action-aventure de type survival horror de la série Silent Hill développé par Climax Studios et édité par Konami en 2009 sur Wii, PlayStation 2 et PlayStation Portable.
Il s'agit d'un reboot du premier opus de la série, Silent Hill.

## Scénario
Le joueur incarne Harry Mason, qui partira à la recherche de sa fille Cheryl, après un accident de voiture. Mais au fil du jeu, Harry se rendra compte que beaucoup de choses au sujet de son passé ou même son identité sont assez confuses. Il devra rechercher la vérité en même temps que sa fille.

## Personnages
Harry Mason : un père de famille célibataire qui adore sa fille. À la suite d'un virage mal engagé, sa voiture est partie dans un fossé et à son réveil, Harry constate que sa fille n'est plus sur le siège passager. Avec une simple lampe torche, il sort pour la rechercher.
Cheryl Heather Mason : la fille de sept ans de Harry. Elle a disparu et son père la recherche. Le plus troublant est que plusieurs personnes se souviennent d'elle comme d'une jeune femme d'une vingtaine d'années...
Docteur K : un sympathique psychiatre qui fait passer divers tests à un patient incarné par le joueur. Ses attitudes et propos sont souvent cyniques.
Cybil Benett : un agent de police qui rencontre Harry par hasard dans un bar. Elle semble douter de Harry et de ses intentions.
Dahlia Gillepsie : une jeune femme allumeuse qui se comporte de manière très équivoque avec Harry. Elle semble en savoir plus qu'elle ne veut en dire.
Michelle Simmons : une étudiante du lycée local. Harry la rencontre dans le gymnase. Elle semble traverser une mauvaise passe avec son fiancé. Il s'agit d'un personnage exclusif à Shattered Memories.
Lisa Garland : une infirmière surmenée de l'hôpital Alchemilla. Elle fait une brève apparition dans le jeu.

## Système de jeu
Cet épisode est novateur dans la série : d'une part parce qu'il n'est pas possible de tuer les ennemis comme avec les précédents opus, d'autre part car les conséquences de vos actes dans le jeu ont des répercussions sur l'histoire. Ainsi, lors d'un entretien psychologique au début du jeu, et de divers tests par la suite, suivant les réponses que vous donnerez, ceci aura des répercussions sur l'environnement de la ville. Pendant le jeu, suivant où vous allez, et ce que vous y ferez, vous finirez le jeu avec un autre point de vue de l'histoire.
Par moments, la ville se recouvre de glace bleue et des monstres invincibles envahissent les lieux. Dans ces moments, le joueur doit fuir ou se cacher jusqu'à ce qu'il ait atteint un certain point d'où la réalité reprend ses droits.
Le gameplay est plus orienté FPS : les déplacements se font par l'utilisation conjointe des deux sticks pour déplacer les parties hautes et basse du corps de Harry.
Le jeu a une durée de vie d'environ 6 heures mais à un gros potentiel en matière de replay value, car vous aurez la possibilité de finir le jeu de différentes façons.

## Accueil
- Adventure Gamers : 4/5[1]
- Jeuxvideo.com : 14/20[2]